# Нивионе (Павија)
Нивионе је насеље у Италији у округу Павија, региону Ломбардија.
Према процени из 2011. у насељу је живело 32 становника. Насеље се налази на надморској висини од 502 м.